# W nieskończoność
W nieskończoność (ang. Infinite) – amerykański film akcji sci-fi z 2021 roku w reżyserii Antoine’a Fuqui. W głównej roli wystąpił Mark Wahlberg. Film miał premierę 10 czerwca 2021 roku.

## Fabuła
Leczący się psychiatrycznie Evan McCauley naturalnie posiada umiejętności, których nigdy w życiu się nie uczył, a także szczątkowe wspomnienia z miejsc, których osobiście nigdy nie odwiedził. Wkrótce mężczyzna natrafia na grupę ludzi, którzy tłumaczą mu, że jego wspomnienia nie są wytworem wyobraźni, lecz pozostałościami po jego poprzednich wcieleniach.

## Obsada
- Mark Wahlberg jako Evan McCauley / Heinrich Treadway
  - Dylan O’Brien jako Heinrich Treadway w 1985 roku
- Chiwetel Ejiofor jako Bathurst w 2020 roku
  - Rupert Friend jako Bathurst w 1985 roku
- Sophie Cookson jako Mora Brightman
- Kae Alexander jako Trace
- Wallis Day jako Agentka Shin
- Jóhannes Haukur Jóhannesson jako Kovic
- Melissa Neal jako Shawna
- Jason Mantzoukas jako Artisan
- Tom Hughes jako Abel
- Toby Jones jako Porter
- Joana Ribeiro jako Leona
- Raffiella Chapman jako Jinya
- Nabil Elouahabi jako O Dog[1]

## Produkcja
Okres zdjęciowy trwał między 1 września a 24 grudnia 2019 roku. Lokacje, w których kręcono film to: Francja (Lazurowe Wybrzeże), Meksyk (Guanajuato, m. Meksyk), Nepal, Kambodża, Stany Zjednoczone (Nowy Jork) Wielka Brytania: Anglia (Aldershot i zamek Highclere w Hampshire; Mentmore Towers w Buckinghamshire; Londyn), Walia (Cardiff).

## Odbiór

### Reakcja krytyków
Film spotkał się z negatywną reakcją krytyków. W agregatorze recenzji Rotten Tomatoes 17% z 83 recenzji uznano za pozytywne, a średnia ocen wyniosła 4,1 na 10. Z kolei w agregatorze Metacritic średnia ważona ocen z 27 recenzji wyniosła 28 punktów na 100.

## Nagrody i nominacje
| Nagroda      | Kategoria                                                    | Wynik     |
| ------------ | ------------------------------------------------------------ | --------- |
| Złota Malina | Najgorszy film                                               | nominacja |
| Złota Malina | Najgorszy aktor (Mark Wahlberg)                              | nominacja |
| Złota Malina | Najgorsza aktorka drugoplanowa (Sophie Cookson)              | nominacja |
| Złota Szpula | Najlepszy montaż dźwięku w pełnometrażowym filmie niekinowym | wygrana   |